# Condado de Lafayette (Wisconsin)
El condado de Lafayette (en inglés: Lafayette County), fundado en 1874, es uno de 72 condados del estado estadounidense de Wisconsin. En el año 2000, el condado tenía una población de 16,137 habitantes y una densidad poblacional de 10 personas por km². La sede del condado es Darlington.

## Geografía
Según la Oficina del Censo, el condado tiene un área total de 1,644 km², de la cual 1,641 km² es tierra y 3 km² (0.16%) es agua.

### Condados adyacentes
- Condado de Grant (oeste)
- Condado de Iowa (norte)
- Condado de Green (este)
- Condado de Stephenson, Illinois (sureste)
- Condado de Jo Daviess, Illinois (sur)

## Demografía
En el censo de 2000, había 16,137 personas, 6,211 hogares y 4,378 familias residiendo en el condado. La densidad poblacional era de 10 personas por km². En el 2000 había 6,674 unidades habitacionales en una densidad de 4 por km². La demografía del condado era de 99.03% blancos, 0.11% afroamericanos, 0.11% amerindios, 0.22% asiáticos, 0.04% isleños del Pacífico, 0.14% de otras razas y 0.35% de dos o más razas. 0.57% de la población era de origen hispano o latino de cualquier raza.

## Localidades

### Ciudades y pueblos
- Argyle (pueblo)
- Argyle (villa)
- Belmont (pueblo)
- Belmont (villa)
- Benton (pueblo)
- Benton (villa)
- Blanchard (pueblo)
- Blanchardville (villa)
- Cuba City (partial) (ciudad)
- Darlington (pueblo)
- Darlington (ciudad)
- Elk Grove (pueblo)
- Fayette (pueblo)
- Gratiot (pueblo)
- Gratiot (villa)
- Hazel Green (partial) (villa)
- Kendall (pueblo)
- Lamont (pueblo)
- Monticello (pueblo)
- New Diggings (pueblo)
- Seymour (pueblo)
- Shullsburg (pueblo)
- Shullsburg (ciudad)
- South Wayne (villa)
- Wayne (pueblo)
- White Oak Springs (pueblo)
- Willow Springs (pueblo)
- Wiota (pueblo)

### Áreas no incorporadas
- Calamine
- Etna
- Yellowstone
- Woodford